# Abu Khattab
Musharaf Sahid, bedre kendt som Abu Khattab, (født 1990 eller 1991, død i Syrien i 2013) var en dansk-pakistansk islamist. Han var en central figur i den yderliggående gruppe “Kaldet til Islam“ og rejste under borgerkrigen i Syrien til landet for at deltage i krigen. Han meldtes dræbt i slutningen af 2013.

## Baggrund
Abu Khattabs fødselsår er ikke offentlig kendt, men Ekstrabladet har skrevet, at han var 22 år, da han døde i slutningen af 2013. Abu Khattab hedder oprindeligt Musharaf Sahid. Han havde bopæl i Brønshøj. Han har pakistansk baggrund, men er opvokset i Danmark. Fra 4. klasse gik han på Gladsaxe Privatskole til og med 10. klasse, imens han ved siden af skolen arbejdede som flaskedreng i Føtex på Nørrebro. Ifølge tidligere klassekammerater fra Gladsaxe Privatskole som Ekstrabladet har talt med, var Musharaf Sahid ‘klassens sjove dreng’, havde danske venner og var med til klassefester.

## Sager og handlinger forbundet med terrorisme

### Hellig rejse til Syrien
I oktober 2012 pakkede Abu Khattab sin kuffert, og fortalte sin mor, at han ville komme tilbage efter tre måneder. Han fortalte moderen, at formålet med rejsen til Syrien var at blive bedre til arabisk. Men hvad moderen ikke vidste var, at han rejste, for at kæmpe i den sunnimuslimske koalition Ahle Sunnahti wal Jama'ah.
Under sin rejse deltog Abu Khattab i flere propaganda videoer, hvor han og andre dansktalende muslimere opfordrede til Jihad. I videoen opfordrer "salafisten (som medierne kalder ham), danske islamister til at rejse til det borgerkrigsramte land, for at føre hellig krig - jihad.

### Video mod kendte danskere
Islamister truer kendte danskere i ny video. Sådan lød overskrifterne de fleste steder, da der dukkede en video op på YouTube, hvor en ny propaganda video, der blev lavet af dansktalende yderliggående Abu Khattab, hvor flere danskere blev udnævnt som legitime mål for jihad.
Iført rødt hovedtørklæde, militærgrøn ammunitionsvest og langt sort skæg løfter han pegefingeren belærende i vejret. Så siger den militante islamist fra København: »Det er vigtigt, at vi sigter med vores kalasjnikov mod de murtadeen (frafaldne, red.) og de kufar (vantro, red.), der angriber islam«.
Herefter tager han ladegreb på sin kalashnikov, og sammen med andre tre andre skyder han til måls efter billeder af Anders Fogh, Naser Khader, Kurt Westergaard, Lars Hedegaard, Morten Storm og Akhmed Akkari.

### Død
Efter mange rygter omkring Abu Khattabs tilstand blev det den 11. januar 2014 bekræftet af flere kilder, at han var død. Hans familiemedlemmer samt to bekendte af hans familie fortalte til Politiken, at han var død i det nordlige Syrien. Ifølge kilder blev han dræbt under kampe mod regimets soldater i det nordlige Syrien sidst i november eller først i december 2013. Dog afviste Khattabs salafistiske gruppe, Kaldet til Islam, at han skulle være død. "Abu Khattab, han lever insha’Allah" sagde talsmand Abu Abaydullah.
Dagen efter, at medierne havde meldt ud om Abu Khattabs død, meddelte hans bror, Abu Farooq, at hans bror ikke var død. Abu Farooq havde sendt Politiken en privat mail, og skrev bl.a., at broderen angiveligt stadig skulle være i live. I medierne betragtes han dog fortsat som død.